# Feroniella lucida

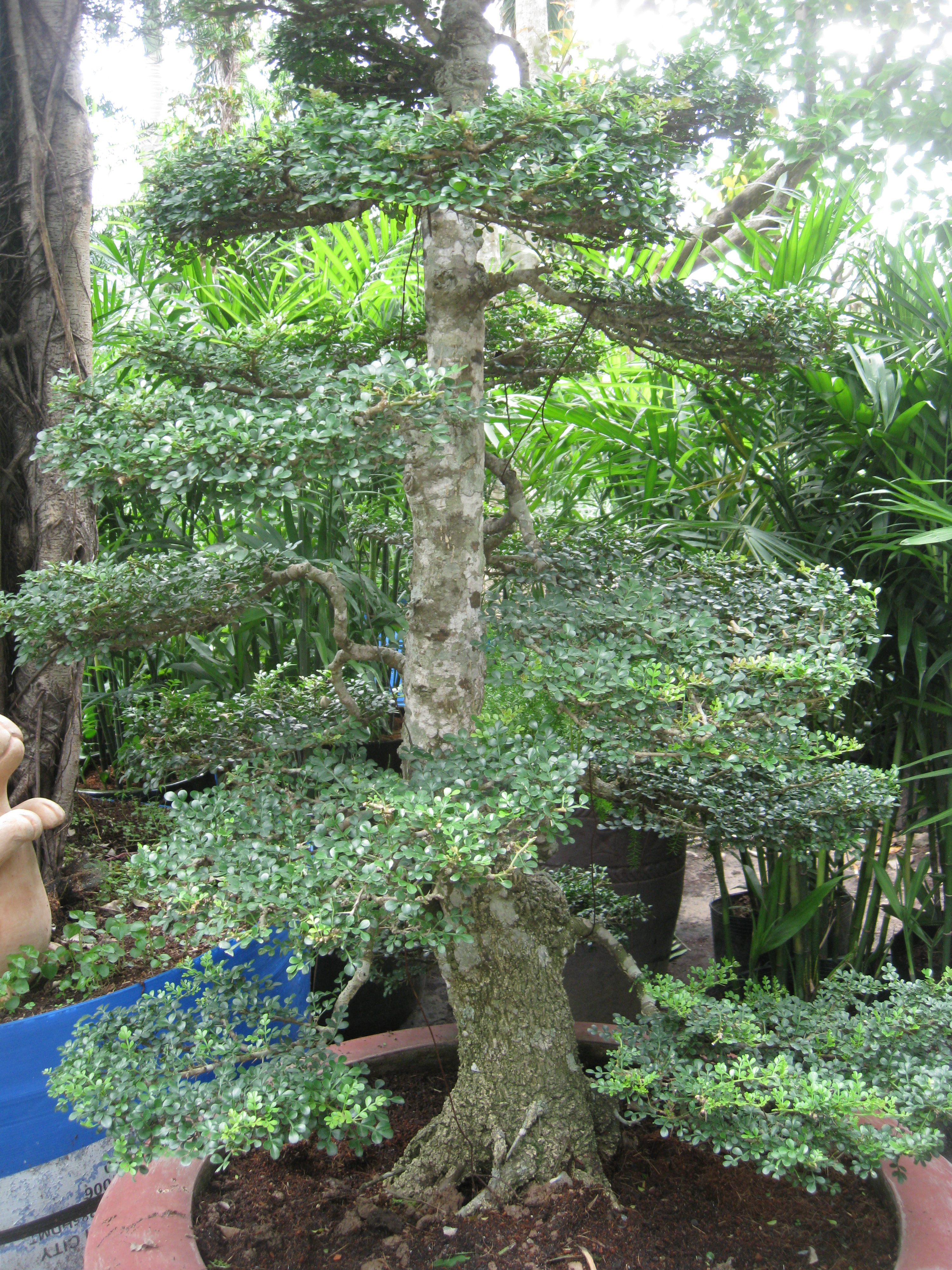
Als Bonsai

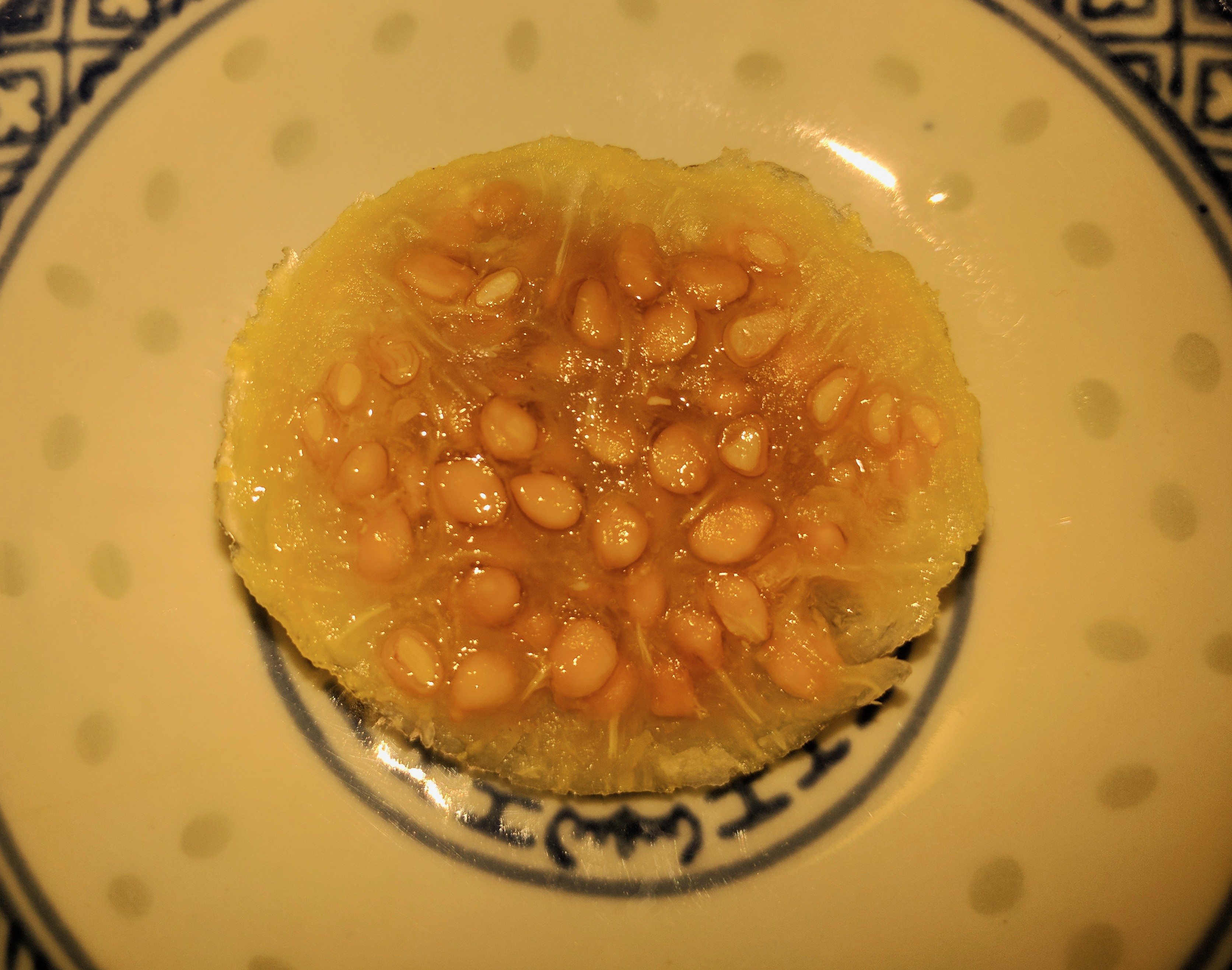
Gekochte Pulpe mit vielen Samen

Feroniella lucida (Syn.: Citrus lucida, Feroniella oblata) ist ein Baum in der Familie der Rautengewächse aus Südostasien, Kambodscha, Laos, Thailand, Vietnam bis nach Java. Der Gattungsname ehrt Feronia, eine vorrömische Göttin der Wälder und Haine.

## Beschreibung
Feroniella lucida wächst als dorniger Baum bis etwa 20 Meter hoch. Die spitzen Dornen können recht lang werden.
Die gestielten, kurzen Laubblätter sind unpaarig gefiedert mit bis zu 13 Blättchen. Die Rhachis ist rinnig oder auch nicht sowie fein behaart wie der Blatt- und die Blättchenstiele. Die kleinen, abgerundeten bis stumpfen oder eingebuchteten bis ausgerandeten und ledrigen Blättchen sind fast sitzend bis kurz gestielt, meist ganzrandig oder schwach gekerbt und verkehrt-eiförmig.
Es werden kurze und achselständige, schirmrispige Blütenstände gebildet. Die duftenden, zwittrigen oder männlichen, relativ großen, meist fünfzähligen und gestielten Blüten sind weiß- bis gelblich, mit doppelter Blütenhülle. Der früh abfallende, feinhaarige Kelch ist nur klein mit spitzen Zipfeln und die bis 2 Zentimeter langen Kronblätter sind schmal-eiförmig und zugespitzt. Die vielen, relativ kurzen Staubblätter sind ungleich lang, sie besitzen an der Basis kleine, feinhaarige Anhängsel. Der mehrkammerige Fruchtknoten ist oberständig mit relativ kurzem, dicklichem Griffel und leicht keulenförmiger Narbe. Es ist ein Diskus unter dem Fruchtknoten vorhanden. Bei den männlichen Blüten ist ein Pistillode vorhanden.
Es werden festledrige, bis 5–7 Zentimeter große, rundliche, grüne und vielsamige, hartfleischige, feinbucklige, wachsige Früchte, Beeren (Panzerbeere, Hesperidium) gebildet. Die vielen kleinen, abgeflachten und gelblichen, glatten Samen sind hart.

## Verwendung
Die Früchte sind essbar, sie werden nur gekocht verwendet. Allerdings gelten Früchte mit gelber Pulpe als giftig, es sollten nur solche mit weißer verwendet werden. Auch die Blüten werden gekocht verspeist.
Die Pflanze wird auch gern als Bonsai gezogen.
Das harte Holz wird nur wenig genutzt.